# Comuna Balînți, Sneatîn
Balînți (în ucraineană Балинці) este o comună în raionul Sneatîn, regiunea Ivano-Frankivsk, Ucraina, formată din satele Balînți (reședința), Buceacikî și Trofanivka.

## Demografie
Componența lingvistică a comunei Balînți
     Ucraineană (99,71%)
     Alte limbi (0,29%)
Conform recensământului din 2001, majoritatea populației comunei Balînți era vorbitoare de ucraineană (99,71%), existând în minoritate și vorbitori de alte limbi.